# 隅田八幡神社人物畫像鏡
隅田八幡神社人物畫像鏡是一面铜镜，製作年代約在5至6世紀之間，原由日本和歌山縣橋本市的隅田八幡神社收藏。鏡背刻有48個金石文字，是日本古代史、考古學和日本語言史上的珍貴資料。此鏡現被指定為日本國寶。現已典藏於東京國立博物館。

## 沿革
在古代日本，作為記載治天下大王號的金石文，再至今共仍存稻荷山鐵劍銘和江田船山鐵刀銘，而隅田八幡神社的人物畫像鏡也是知道大王號從何時開始使用的文獻線索。同時，它也被關注為解明在何時倭國王開始被稱為大王的線索之一。
人物畫像鏡直徑為19.9厘米，是一個青銅製品。由於在近世的地誌中有關於這個鏡的記載，因此可以確定它是出土於古代時期，但具體的出土年代和出土地點尚不確定。鏡背由一個圓形鈕中心和九個人物（如东王公和西王母等古代中國傳說中的人物）組成的內部區域，以及由半圓形和方形組成的圖案帶、鋸齒文圖案組成的外部區域，周緣則鑄有48個漢字銘文。
這個鏡的原始畫像鏡（母鏡）可以在大阪府八尾市的郡川西塚古墳、藤井寺市的長持山古墳、京都府京田邊市的トツカ古墳、福井縣若狹町的西塚古墳和東京都狛江市的亀塚古墳中找到，其中已知有相同型號或反轉圖案的鏡或踏步鏡。然而，手本（原始模型）和本鏡之間，描繪東王父和西王母為中心的圖案是反向鑄造的。
墨田八幡神社似乎很早就將這面鏡子作為神寶收藏，但究竟是如何得到的，卻鮮為人知。1916年5月24日，隅田八幡神社人物畫像鏡的價值被國家指定，並在1951年6月9日指定為日本國寶。

## 銘文
癸未年八月日十大王年男弟王在意柴沙加宮時斯麻念長寿遣開中費直穢人今州利二人等取白上同二百旱作此竟

上述句子大意是指：「癸未年的八月十日，即大王紀年的一年，當時的男弟王在意柴沙加的宮殿中。為了祈求他的長壽，斯麻下令派遣開中費直和漢人今州利兩人前往，以真新銅200斤為材料，製作了這面古鏡」。

## 解釋
在人物畫像鏡的銘文中，「大王」的「大」、「男弟王」的「男」等文字的無法確定釋讀，因此對於銘文的內容有著不同的看法。此外，對於「癸未年」的年份也有多種不同的說法，其中以西元443年和503年為主要說法。在這些解讀中，「斯麻」、「開中費直」（也稱為「河内直」，根據《百濟三書》中的說法）、以及「今州利」，至今都被解讀為人名。

### 443年說
根據使臣被派往宋國，取得「安東將軍倭国王」稱號的年份，推測銘文提及的「大王」指的是允恭天皇。此外，意柴沙加宮被視為皇后忍坂大中姬（雄略天皇之母）的宮殿。但至今仍不清楚「男弟王」是誰。
也有一種觀點認為，日十大王應該被解讀為「日下大王」，並被解讀為指代大草香皇子（454年去世）。這是基於萬葉集的注釋中出現「日下」被寫成「早」的例子，日本文學學者、評論家神田秀夫因而認為「日十」應被解讀為「早」一字。但後來，考古學家森浩一認為，「日十」應被解讀為「草」的簡化字。此外，根據《古事記》和《上宮記》的記載，忍坂大中姬的兄弟是大大迹王。

### 503年說
另一種觀點認為，「日十大王」指的是仁賢天皇。其理由認為「日十」是從稻荷山古墳出土的鐵劍上，看出來的當時的寫法，意居、意支（オケ）的縮寫。「斯麻」則是百濟的文官武官都有的姓氏，曾有一位在502年至523年間擔任百濟王位的武寧王（在位502年-523年）也姓斯麻，因此有人認為他是這面鏡子的作者。在當時，百濟與倭國有著緊密的外交關係，並大量輸出來自中國大陸的文物。
關於男弟王的解釋，有一種觀點認為他指的是即位前的繼體天皇。然而，《日本書紀》記載稱他在磐余玉穗宮（526年遷宮）之前已經進入了大和國的忍坂宮，這與其後19年未進入大和國的說法相矛盾，因此無法成立。繼體天皇的諱為「乎富等、袁本杼」（ヲホド），與「男弟」（ヲオト）並不一致。
基於銘文，韓國學者金雲海推測繼體天皇和百濟的武寧王之間有兄弟關係。其關鍵證據則是從武寧王墓中出土的一面鏡子，該鏡子與仁德天皇和繼體天皇的鏡子相似。而在古代的扶餘王國中，青銅鏡代表了王權。

## 另見
- 七支刀
- 倭五王